# Браун, Коннор
Коннор Браун (англ. Connor Brown; род. 14 января 1994, Этобико) — канадский хоккеист, правый нападающий. Выступает за клуб НХЛ «Нью-Джерси Девилз». Чемпион мира 2021 года.

## Игровая карьера

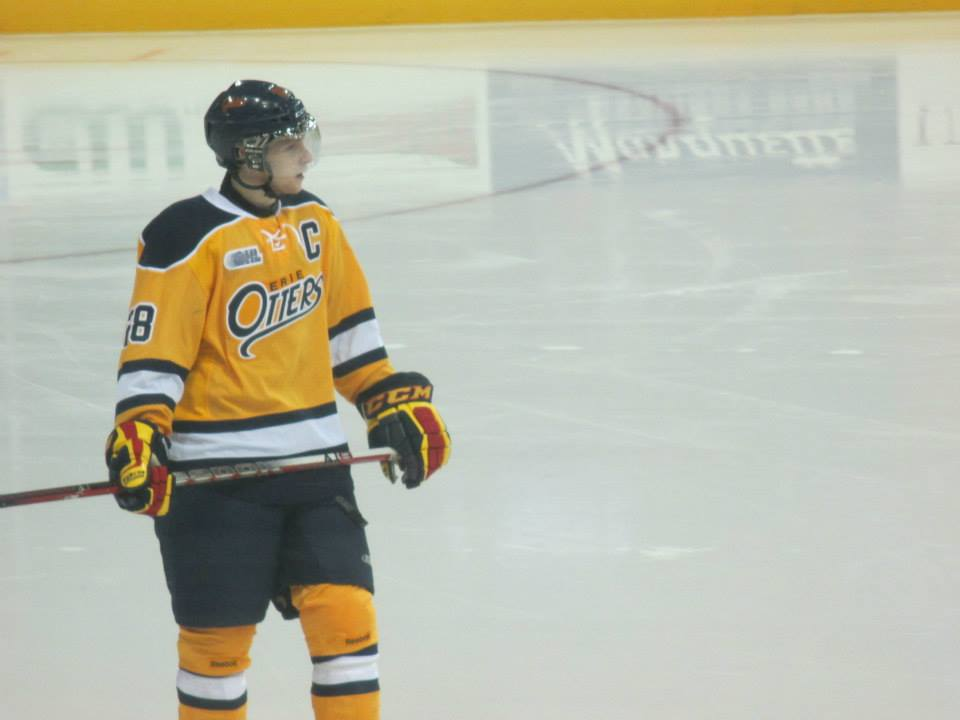
Браун в 2013 году

Коннора Брауна на заре карьеры сопровождали вопросы относительно его роста и веса. Так, в 2012 году, когда его на драфте НХЛ выбрал «Торонто», он весил всего 68 кг. Но затем в течение четырёх лет, проведённых в молодёжном хоккее в составе «Сент-Майклс» и «Эри Оттерз», он набрал массу и прибавил в мастерстве. За «Эри» Браун играл вместе с будущим первым номером драфта 2015 года Коннором Макдэвидом. В своём последнем сезоне в «Оттерз» Браун набрал 128 (45+83) очков, став лучшим бомбардиром OHL. Также он был признан лучшим игроком OHL.
Сезон 2014/15 Браун провёл в АХЛ, играя за фарм-клуб «Мейпл Лифс» — «Торонто Марлис». Набрав 61 очко, он стал лучшим бомбардиром лиги среди новичков. В следующем сезоне Браун сломал лодыжку, когда блокировал бросок, и из-за этого он был вынужден пропустить 35 матчей. Вернувшись во второй половине сезона, Браун был вызван в основу «Мейпл Лифс», где дебютировал и набрал первое очко в НХЛ в своей третьей игре — 17 марта 2016 года в матче против «Калгари Флэймз». Первую шайбу в НХЛ Браун забросил в ворота Фредерика Андерсена из «Анахайм Дакс» 24 марта 2016 года. Всего в конце сезона 2015/16 Браун сыграл 7 матчей, в которых набрал 6 (1+5) очков.
27 августа 2017 года Браун подписал новый контракт с «Торонто» на три года со средней зарплатой 2,1 млн долларов.
1 июля 2019 года был обменян в «Оттаву Сенаторз». В октябре 2020 года подписал с «Оттавой» контракт до окончания сезона 2022/23.
5 июля 2023 подписал однолетний контракт с клубом "Эдмонтон Ойлерз".
На победном для Канады чемпионате мира 2021 года в Латвии набрал 16 очков (2+14) в 10 матчах и стал лучшим бомбардиром турнира. В финале против сборной Финляндии (3:2 ОТ) сделал три результативные передачи.

## Статистика
| Легенда | Легенда                    | Легенда | Легенда                   | Легенда | Легенда    |
| ------- | -------------------------- | ------- | ------------------------- | ------- | ---------- |
| И       | Количество проведённых игр | Штр     | Штрафное время            | +/−     | Плюс-минус |
| Г       | Голы                       | П       | Голевые передачи          | О       | Очки       |
| -       | Статистика неизвестна      | —       | Статистика не учитывалась |         |            |

## Достижения

### Личные

#### АХЛ
| Год  | Команда        | Достижение                                     |
| ---- | -------------- | ---------------------------------------------- |
| 2015 | Торонто Марлис | Попадание в символическую сборную новичков АХЛ |
| 2015 | Торонто Марлис | Участник матча всех звёзд АХЛ                  |

#### Юниорские
| Год  | Команда    | Достижение                                            |
| ---- | ---------- | ----------------------------------------------------- |
| 2012 | Эри Оттерз | Попадание в первую символическую сборную новичков OHL |
| 2014 | Эри Оттерз | Лучший бомбардир года CHL                             |
| 2014 | Эри Оттерз | Попадание в первую символическую сборную OHL          |
| 2014 | Эри Оттерз | Ред Тилсон Трофи                                      |
| 2014 | Эри Оттерз | Эдди Пауэрс Мемориал Трофи                            |
| 2014 | Эри Оттерз | Джим Мэйхон Мемориал Трофи                            |